# محمود بن عبد المحسن الموقع
محمود بن عبد المحسن بن أسعد المُوَقِّع (1841 - 1904 م) (1257 - 1321 هـ) عالم مسلم وكاتب وشاعر سوري. من أهل دمشق. غلب عليه حب الإنزواء وكان سوداويًا. زار إسطنبول مرارًا. توفي في مسقط رأسه. له عدة مؤلفات وديوان الانكسار وايوان نظم السار، ديوانه ومجموع نظمه. توفي في مسقط رأسه.

## سيرته
ولد محمود بن عبد المحسن بن أسعد بن عبد القادر الموقّع الدمشقي الحسيني القادري الأشعري. ولد سنة 1257 هـ/ 1841 م في دمشق ونشأ بها. زار مصر وإسطنبول مرارًا. وكان يميل إلى الانزواء وكان سوداويًا. 

توفي في مسقط رأسه سنة 1321 هـ/ 1904 م.

## مؤلفاته
- ديوان الانكسار وايوان نظم السار، ديوانه ومجموع نظمه
- الأس الجميل باختصار الأنس الجليل في تاريخ القدس وبلد الخليل
- عمدة الناسك، في المناسك
- شرح الشمائل الترمذية
- حصول الفرج وحلول الفرح في مولد من أنزل عليه ألم نشرح
- تنبيه الأبناء، في الحديث
- الفوائح العرفانية في المدائح المرغنية
- الفطح الأيمن المقبول والشرح المهدي لاشرف رسول